# Blich

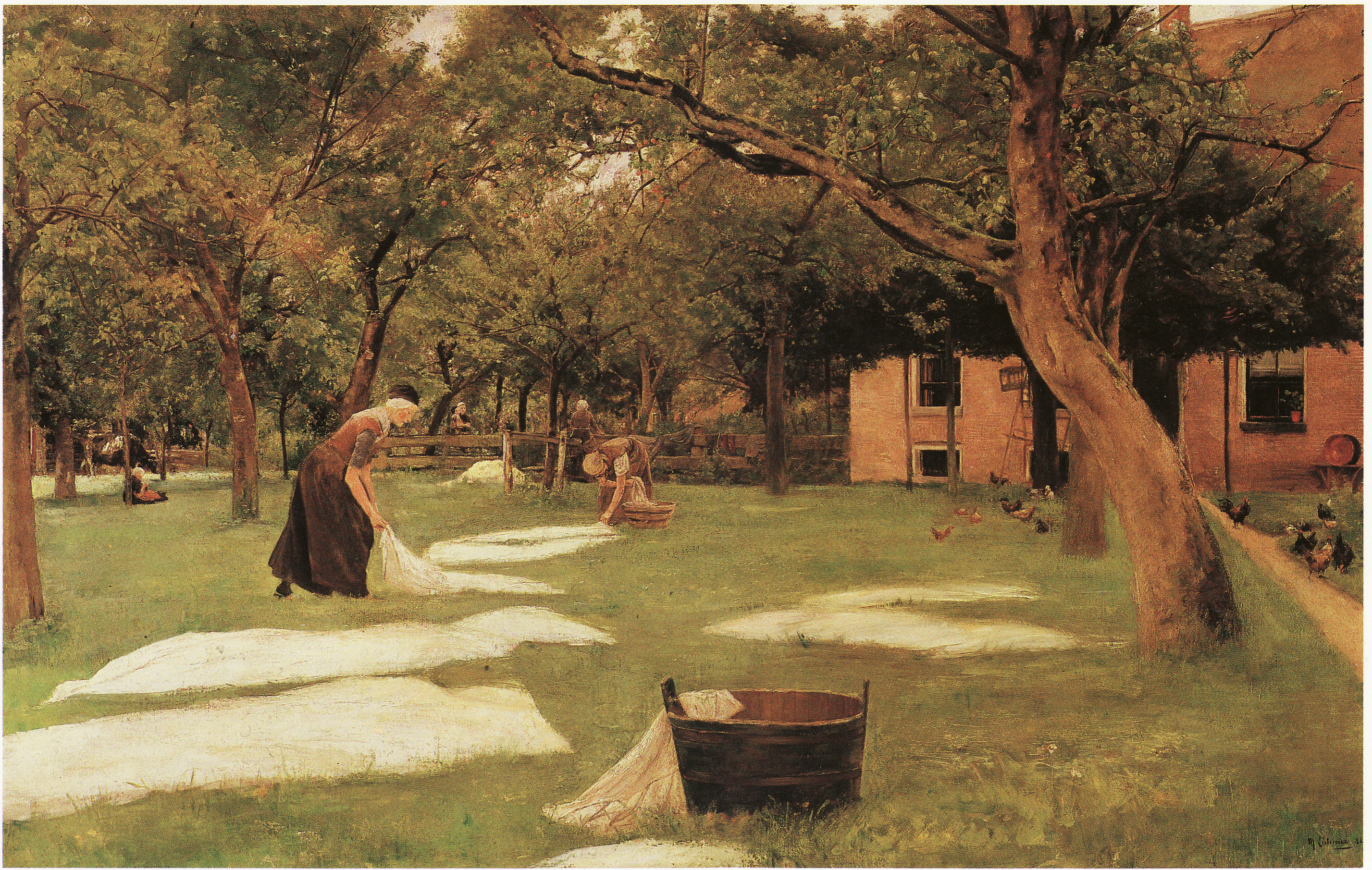
Max Liebermann, Bielenie na trawniku, olej na płótnie, 1882

Blich albo blech (od niem. Bleiche) – miejsce, w którym bielono płótno. Były to łąki położone w pobliżu rzek, na południowych stokach ze względu na wzmożone działanie promieni słonecznych. Tkaniny lniane lub konopne – najlepiej w maju lub czerwcu – rozkładano na trawie, by wysychając bielały na słońcu. W celu przyspieszenia bielenia, tkaniny polewano wodą. Czynność tę nazywano blichowaniem, a wykonującą ją osobę – blicharzem. Później blichem nazywano miejsce, gdzie znajdowały się blichownie (bielenie płótna, albo wosku), oraz folusze, pralnie, ługownie czy farbiarnie. Warsztaty te wymagały znacznej ilości wody i energii wodnej, dlatego lokalizowano je w pobliżu rzek.
Blich to również w wielu miastach nazwy ulic, które wzięły swą nazwę od dawnych blichowni. Ulice o nazwie Blich mają m.in. Gorlice, Łowicz, Kraków, Krosno, Jarosław i Kurów. Jest to też historyczna nazwa Żywieckiego Przedmieścia w Bielsku-Białej, dawnej dzielnicy płócienników. Jedna z dzielnic Lędzin – Blych wzięła swoją nazwę od istniejącego tam niegdyś blichu. W Jarosławiu ulice Na Blichu i Blichowa znajdują się w pobliżu starego koryta Sanu.
Od tego określenia pochodzą także nazwiska Blicharz i Blecharz.